# Municipio de Jasper (condado de Crittenden)
El municipio de Jasper (en inglés: Jasper Township) es un municipio ubicado en el condado de Crittenden en el estado estadounidense de Arkansas. En el año 2010 tenía una población de 14767 habitantes y una densidad poblacional de 198,38 personas por km².

## Geografía
El municipio de Jasper se encuentra ubicado en las coordenadas 35°13′18″N 90°13′28″O / 35.22167, -90.22444. Según la Oficina del Censo de los Estados Unidos, el municipio tiene una superficie total de 74.44 km², de la cual 74.35 km² corresponden a tierra firme y (0.11%) 0.09 km² es agua.

## Demografía
Según el censo de 2010, había 14767 personas residiendo en el municipio de Jasper. La densidad de población era de 198,38 hab./km². De los 14767 habitantes, el municipio de Jasper estaba compuesto por el 66.72% blancos, el 29% eran afroamericanos, el 0.38% eran amerindios, el 1.24% eran asiáticos, el 0.01% eran isleños del Pacífico, el 1.25% eran de otras razas y el 1.4% pertenecían a dos o más razas. Del total de la población el 2.61% eran hispanos o latinos de cualquier raza.